# فهرست نرم‌افزارهای مایکروسافت

## سیستم‌عامل
- ام‌اس-داس
- مایکروسافت ویندوز
  - ویندوز ۱.۰
  - ویندوز ۲٫۰
  - ویندوز ۳.۰
  - ویندوز ۳.۱
  - ویندوز ۹۵
  - ویندوز ۹۸
  - ویندوز ان‌تی
  - ویندوز ۲۰۰۰
  - ویندوز ام‌ای
  - ویندوز اکس‌پی
  - ویندوز ویستا
  - ویندوز ۷
  - ویندوز ۸
  - ویندوز ۸.۱
  - ویندوز موبایل
  - ویندوز فون
  - ویندوز سرور
  - ویندوز 10
  - ویندوز ۱۱

## آفیس
- مایکروسافت آفیس
  - مایکروسافت ورد
  - مایکروسافت پاورپوینت
  - مایکروسافت اکسل
  - مایکروسافت اکسس
  - مایکروسافت پابلیشر
  - مایکروسافت فرانت پیج
  - مایکروسافت آوت لوک
  - مایکروسافت اینفوپس
  - مایکروسافت ویزیو
  - مایکروسافت سرفیس
  - مایکروسافت ویر چوال پی سی
  - مایکروسافت وان نوت
  - مایکروسافت پروژکت

## اینترنت
- امپاموپتانت اکسپلورر
- مایکروسافت سیلورلایت
- ویندوز میل
- مایکروسافت اج
- ویندوز لایو مسنجر

## کاربر نهایی

### رایج
- انکارتا
- فتو استوری
- ویندوز مدیا پلیر

## توسعه
- مایکروسافت ویژوال استودیو
- ویژال استودیو کد
- ویژوال بیسیک
- ویژوال بیسیک دات‌نت
- سی++
- سی‌شارپ
- ویژوال استودیو ۲۰۰۳
- ویژوال استودیو ۲۰۰۸

## تجاری
- مایکروسافت اس.کیو.ال سرور